# Biztosíték (pénzügy)
A hitelező, amikor hitelt nyújt a kockázatát igyekszik a lehető legkisebb mértékűre leszorítani, a hitelezői pozícióját az adósa anyagi, pénzügyi helyzetének esetleges változásaitól függetleníteni. Ennek eszközeit nevezzük biztosítékoknak.
A biztosíték járulékos jellegű kötelem, mindig valamilyen alapkötelezettséghez kapcsolódóan kerül kikötésre.
Az alapkötelezettség a gyakorlatban általában egy konkrét hitelszerződés szerződésszerű teljesítését jelenti.

## A biztosítékok osztályozása
A biztosíték lehet személyi vagy tárgyi.

### Személyi biztosítékok
- kezesség (sortartó, készfizető)
- bankgarancia
- állami garancia
- HG vagy egyéb garancia cég által adott kezesség

### Tárgyi vagy dologi biztosítékok
- zálogjog (jelzálog, kézizálog)
- óvadék (pl. pénzóvadék)
- értékpapír (pl. részvények, közraktárjegyek)
- engedményezés
- opció

## Biztosítékok értéke, értékelése
A hitelintézetek azt tekintik jó biztosítéknak, ami könnyen kiköthető, jogi szempontból tiszta; könnyen értékelhető (piaci értékének meghatározása nem ütközik akadályba); piacképes (a piacon valamely fizetőeszközzé könnyen átváltható); értékálló; tartós; könnyen ellenőrizhető.
Magyarországon a két legelterjedtebb, leginkább ismert biztosíték az elidegenítési és terhelési tilalom bejegyzése + zálogjog bejegyzése a járművön (autóhitelezésben, autóhitel igénybevételénél kerül kikötésre) és a jelzálog az ingatlanon (általában lakás vásárlás finanszírozáshoz használt biztosíték)

## Biztosítékokat kezelő szoftverek
Magyarországon törvényi előírás, hogy a biztosítékokat a 0-s számlaosztályban könyvelni kell. (2000/25-ös Korm. rendelet:
"12. § (11) A biztosítékként, óvadékként, fedezetként kapott eszközöket, garanciát és kezességet a 0. Nyilvántartási számlák számlaosztályban, pénzügyi és befektetési szolgáltatásokhoz kapcsolódóan, elkülönítetten kell kimutatni. A biztosítékként, óvadékként, fedezetként adott eszközöket a megfelelő eszközökön belül elkülönítetten, pénzügyi és befektetési szolgáltatásokhoz kapcsolódó részletezésben kell nyilvántartani.")
Ez a biztosítékok analitikus nyilvántartását kívánja meg, ezért minden nagyobb hitelintézet szoftveresen tartja nyilván a biztosítékokat. Angolul a biztosítékot collateralnak nevezzük, ezért a biztosítékokat kezelő szoftvereket összefoglalóan collateral management software-eknek (röviden CMS-nek) hívjuk.
A pénzintézetek az általuk kezelt biztosítékok számának és értékük nagyságrendjének függvényében az Excel, Access-szerű nyilvántartástól kezdve az egészen komoly, valóban analitikus, hitelmodullal és workflow-val, értékpapírrendszerrel összekötött hatalmas méretű adatbázisokig sokféleképpen tartják nyilván biztosítékaikat.